# Gruppo Arditi Camionettisti Italiani
Gruppo Arditi Camionettisti Italiani – ochotniczy oddział niemieckiej 2 Dywizji Strzelców Spadochronowych złożony z Włochów, walczący podczas II wojny światowej.

## Historia
Po kapitulacji Włoch 8 września 1943 r., część włoskich oddziałów wojskowych nie zaakceptowała tego faktu. Wśród nich był 10 Pułk Arditi, stacjonujący w rejonie Rzymu, którego większość żołnierzy opowiedziała się za dalszą walką z aliantami. Około 40 Włochów 112 kompanii pułku, stanowiących obsługę 8 lub 9 rozpoznawczych pojazdów bojowych AS.42 „Sahariana”, przyłączyło się po 18 września do niemieckiej 2 Dywizji Strzelców Spadochronowych gen. Hermanna-Bernharda Ramcke. Na czele włoskiego oddziału stanął kpt. Paris. Włosi początkowo pełnili zadania patrolowo-ochronne w Rzymie. Następnie przeniesiono ich do Castel di Decima, gdzie dołączyło do nich jeszcze kilkudziesięciu żołnierzy z oddziałów Arditi i ochotników. Kiedy 2 Dywizja Strzelców Spadochronowych w listopadzie 1943 r. została przeniesiona na front wschodni, włoski oddział w liczbie ponad 100 żołnierzy, nazwany nieoficjalnie „Gruppo Arditi Camionettisti Italiani”, także tam przybył. Włosi zostali podzieleni na dwa pododdziały, do których zostali dołączeni niemieccy tłumacze. Nosili mundury Luftwaffe z tarczą w kolorach włoskiej flagi na lewym rękawie. Przez miesiąc przechodzili intensywne szkolenie wojskowe, po czym skierowano ich na pierwszą linię frontu. Włoscy żołnierze walczyli w rejonie Żytomierza, a następnie Kirowogradu na Ukrainie, ponosząc duże straty. Wykonywali zadania rozpoznawcze, podzieleni na kilka patrolów bojowych. Podczas odwrotu dywizji w kierunku Rumunii utracono wszystkie pojazdy Camionetta AS 42 „Sahariana”. Następnie dywizję w poł. czerwca 1944 r. przetransportowano do północnej Francji w celu zatrzymania wojsk alianckich, które wylądowały w Normandii (patrz: operacja Overlord). Niemieccy spadochroniarze walczyli pod Carhaix, Landerneau i w górach Monts d’Arrée. Podczas ciężkich walk zginęło kilku Włochów. Następnie dywizja na pocz. sierpnia trafiła do Brestu. Włosi wraz z Niemcami uczestniczyli w obronie miasta, gdzie po jego zdobyciu 20 września przez Amerykanów dostali się do niewoli. Zostali następnie internowani w obozie pod Londynem, skąd dopiero w lipcu 1946 r. powrócili do Włoch.